# Formica cunicularia
Formica cunicularia es una especie de hormiga del género Formica, familia Formicidae. Fue descrita científicamente por Latreille en 1798.
Se distribuye por Marruecos, Afganistán, Armenia, China, Georgia, India, Irán, Japón, Kirguistán, Mongolia, Pakistán, Turquía, Albania, Andorra, Austria, Bielorrusia, Bélgica, Bulgaria, islas del Canal, Croacia, República Checa, Dinamarca, Estonia, Finlandia, Francia, Alemania, Grecia, Hungría, Italia, Letonia, Lituania, Luxemburgo, Macedonia, Moldavia, Montenegro, Países Bajos, Noruega, Polonia, Portugal, Rumanía, Rusia, Eslovaquia, Eslovenia, España, Suecia, Suiza, Ucrania y Reino Unido. Se ha encontrado a elevaciones de hasta 2600 metros. Vive en microhábitats como rocas, piedras, caminos arenosos y forraje.